# Linux Intrusion Detection System
In informatica Linux Intrusion Detection System (LIDS) è una patch di sicurezza per il kernel Linux utilizzata per il rilevamento dei tentativi di intrusione nel sistema. La patch è associata al comparto amministrativo del sistema e migliora la sicurezza del kernel implementando un controllo di accesso vincolato (Mandatory Access Control - MAC).

## Descrizione
Quando LIDS è abilitato, l'accesso al file system e alle risorse di sistema può essere limitato anche per l'utente amministratore (root). LIDS estende le limitazioni imponibili al sistema per il controllo dello stesso, implementandone nuove caratteristiche di sicurezza di rete e file system a livello kernel. Infine la patch permette la modifica delle impostazioni di sicurezza anche da remoto e la segnalazione di tentativi di intrusione attraverso la rete.
LIDS attualmente supporta i kernel Linux 2.4 e 2.6, ed è rilasciato sotto i termini della licenza GNU General Public License (GPL).

## Stato del progetto
Apparentemente il progetto è fermo, dal 2010 il forum non è stato aggiornato e il sito web del progetto www.lids.org non è più raggiungibile.